# Acidman
Acidman (estilizado ACIDMAN) es una banda japonesa de rock alternativo. Fue formada en 1997 por cuatro miembros: Shiibashi Takeshi, Urayama Ichigo, Satou Masatoshi y Ohki Nobuo, quienes se conocieron en la academia militar de Saitama. Concurrieron juntos a una universidad de Shimokitazawa donde formaron la banda. Lanzaron dos demos en 1998; luego, el vocalista original Shiibashi Takeshi dejó la banda en 1999. Ohki tomó su puesto y se convirtió en el líder del grupo. Continuaron haciendo conciertos en vivo y eventualmente firmaron contrato con Toshiba-EMI.
El líder de la banda, Ohki Nobuo, (guitarrista y cantante) pinta varias de las portadas de sus álbumes.

## Discografía
- Sou (創) (30 de octubre de 2002)

- Loop (6 de agosto de 2003)

- Equal (15 de septiembre de 2004)

- And World (7 de diciembre de 2005)

- Green Chord (7 de febrero de 2007)

- Life (16 de abril de 2008)

- A Beautiful Greed (29 de julio de 2009)

- Alma (1 de diciembre de 2010)

- Second line & Acoustic collection (28 de septiembre de 2011)

- ACIDMAN THE BEST BOX (8 de febrero de 2012)

- Shinsekai (2 de febrero de 2013)

- Yū to Mu (19 de noviembre de 2014)

- Lambda (Λ) (13 Diciembre de 2017)

- INNOCENCE (27 de Octubre de 2021)